# Laurențiu Rus
Laurențiu Daniel Rus (* 7. Mai 1985 in Cluj-Napoca, Kreis Cluj) ist ein ehemaliger rumänischer Fußballspieler.

## Karriere
Rus begann seine Karriere in der Jugendmannschaft von Universitatea Cluj. 2006 wechselte er für eine Saison nach Ungarn zum FC Sopron. Am Ende belegte der Verein Platz zehn in der höchsten ungarischen Spielklasse.
2007 kehrte Rus nach Rumänien zurück und unterschrieb bei Liberty Salonta. In der ersten Saison wurde Platz neun in der Liga II, Seria II, erreicht. Nach Platz sieben 2008/09 verabschiedete Rus sich bei Salonta und wechselte Anfang der Saison 2009/10 zu Dinamo Bukarest. In dieser Saison spielte er auch zum ersten Mal auf europäischer Klubebene in der Europa League. Sein Debüt gab er am 1. Oktober 2009 gegen den griechischen Vertreter Panathinaikos Athen, als er in der 74. Minute für Gabriel Boștină eingewechselt wurde.
Im Januar 2011 wurde Rus für ein halbes Jahr an den Ligakonkurrenten FCM Târgu Mureș ausgeliehen. Dort wurde er zum Stammspieler und platzierte sich mit dem Aufsteiger am Saisonende im Mittelfeld der Liga 1. Im Sommer 2011 kehrte er zu Dinamo zurück und avancierte dort unter dem neuen Trainer Liviu Ciobotariu ebenfalls zur Stammkraft. Am Saisonende gewann er mit dem Pokalsieg 2012 seinen ersten Titel. Im Sommer 2014 wechselte er zum amtierenden Pokalsieger Astra Giurgiu. Ein Jahr später schloss er sich Aufsteiger FC Voluntari an, mit dem er sich in der Relegation den Klassenverbleib sichern konnte. Ende August 2016 verließ er den Verein wieder und heuerte bei CFR Cluj an. Nach zwei Spielzeiten wechselte er zu CSMS Iasi; weitere Stationen mit wenigen Einsätzen folgten.

## Erfolge
- Rumänischer Pokalsieger: 2012